# Манделайн (Іллінойс)
Манделайн (англ. Mundelein) — селище (англ. village) в США, в окрузі Лейк штату Іллінойс. Населення — 31 560 осіб (2020).

## Географія
Манделайн розташований за координатами 42°16′9″ пн. ш. 88°0′41″ зх. д. / 42.26917° пн. ш. 88.01139° зх. д. (42.269106, -88.011478).  За даними Бюро перепису населення США в 2010 році селище мало площу 25,81 км², з яких 24,77 км² — суходіл та 1,03 км² — водойми.

## Демографія
Згідно з переписом 2010 року, у селищі мешкали 31 064 особи в 10 507 домогосподарствах у складі 7927 родин. Густота населення становила 1204 особи/км².  Було 10992 помешкання (426/км²).
Расовий склад населення:
| - 72,3 % — білих - 8,8 % — азіатів - 1,5 % — чорних або афроамериканців - 0,7 % — корінних американців - 14,2 % — осіб інших рас |

До двох чи більше рас належало 2,6 %. Частка іспаномовних становила 30,1 % від усіх жителів.
За віковим діапазоном населення розподілялося таким чином: 26,9 % — особи молодші 18 років, 64,6 % — особи у віці 18—64 років, 8,5 % — особи у віці 65 років та старші. Медіана віку мешканця становила 35,1 року. На 100 осіб жіночої статі у селищі припадало 102,8 чоловіків;  на 100 жінок у віці від 18 років та старших — 101,9 чоловіків також старших 18 років.
Середній дохід на одне домашнє господарство  становив 94 599 доларів США (медіана — 76 750), а середній дохід на одну сім'ю — 103 270 доларів (медіана — 85 354). Медіана доходів становила 60 176 доларів для чоловіків та 44 878 доларів для жінок. За межею бідності перебувало 6,7 % осіб, у тому числі 10,8 % дітей у віці до 18 років та 1,8 % осіб у віці 65 років та старших.
Цивільне працевлаштоване населення становило 16 577 осіб. Основні галузі зайнятості: виробництво — 17,8 %, освіта, охорона здоров'я та соціальна допомога — 15,7 %, науковці, спеціалісти, менеджери — 13,9 %, роздрібна торгівля — 13,4 %.